# Slovinská národní galerie
Slovinská národní galerie (slovinsky Narodna galerija) je ústřední státní organizace spravující největší sbírku výtvarného umění a sochařství ve Slovinsku. Je umístěna v hlavním městě Slovinska, Lublani, sídlí na adrese Prešernova Cesta 20, jedné z mnoha slovinských ulic, nesoucích jméno básníka France Prešerena.
Slovinská národní galerie byla založena v roce 1918, po rozpadu Rakousko-Uherska a vzniku samostatného Státu Slovinců, Chorvatů a Srbů. Původně sídlila v lublaňském paláci Kresija, na současné místo byla přesunuta v roce 1925. V roce 1946 byly sbírky galerie zestátněny.

## Budova galerie
Současná hlavní budova galerie byla v novorenesančním slohu postavena v roce 1896, v době, kdy byl starostou města Ivan Hribar, jehož ambicí bylo přeměnit Lublaň na reprezentativní hlavní město všech obyvatel Slovinska. Budovu navrhl český architekt František Škabrout a původně byla užívána jako centrum pro pořádání různých kulturních událostí národního významu (Narodni dom). V přízemí byla tělocvična spolku Sokol a zpočátku, před přestěhováním na Novi trg zde sídlila i Slovinská akademie věd a umění. Vzhledem je galerie podobna budově Národního divadla v Praze, i její fasáda je zdobena v novorenesančním slohu. V roce 1993 byla budova rozšířena o další stavbu v postmoderním stylu podle plánů slovinského architekta Edvarda Ravnikara. Obě budovy byly v roce 2001 propojeny proskleným spojovacím křídlem a vstupní halou podle návrhu architektů Jurije Sadara a Boštjana Vugy. Budova stojí nedaleko parku Tivoli. V roce 2015 byla kompletně restaurována.

## Expozice
Galerie je sídlem stálé expozice uměleckých sbírek od středověku do počátku 20. století. Komplex tří budov, které byly postaveny v letech 1894 až 2001, dnes zahrnuje téměř 13 000 metrů čtverečních. Sbírky galerie obsahují 16 000 uměleckých děl. V prosklené centrální části je i originál barokní Robbovy kašny, která sem byla přesunuta po její renovaci v roce 2008.

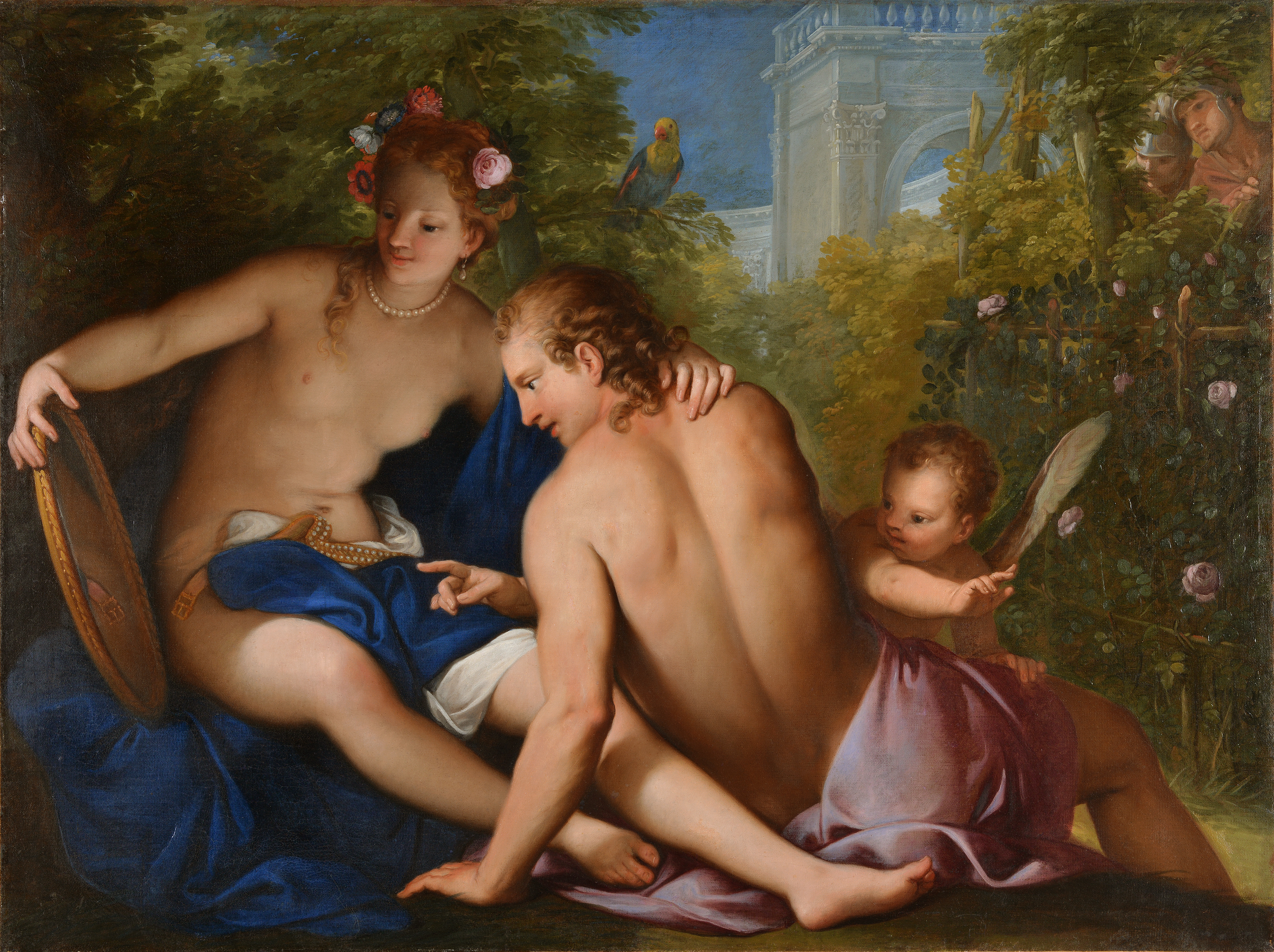
Antonio Bellucci (1654–1726): Rinaldo a Armida
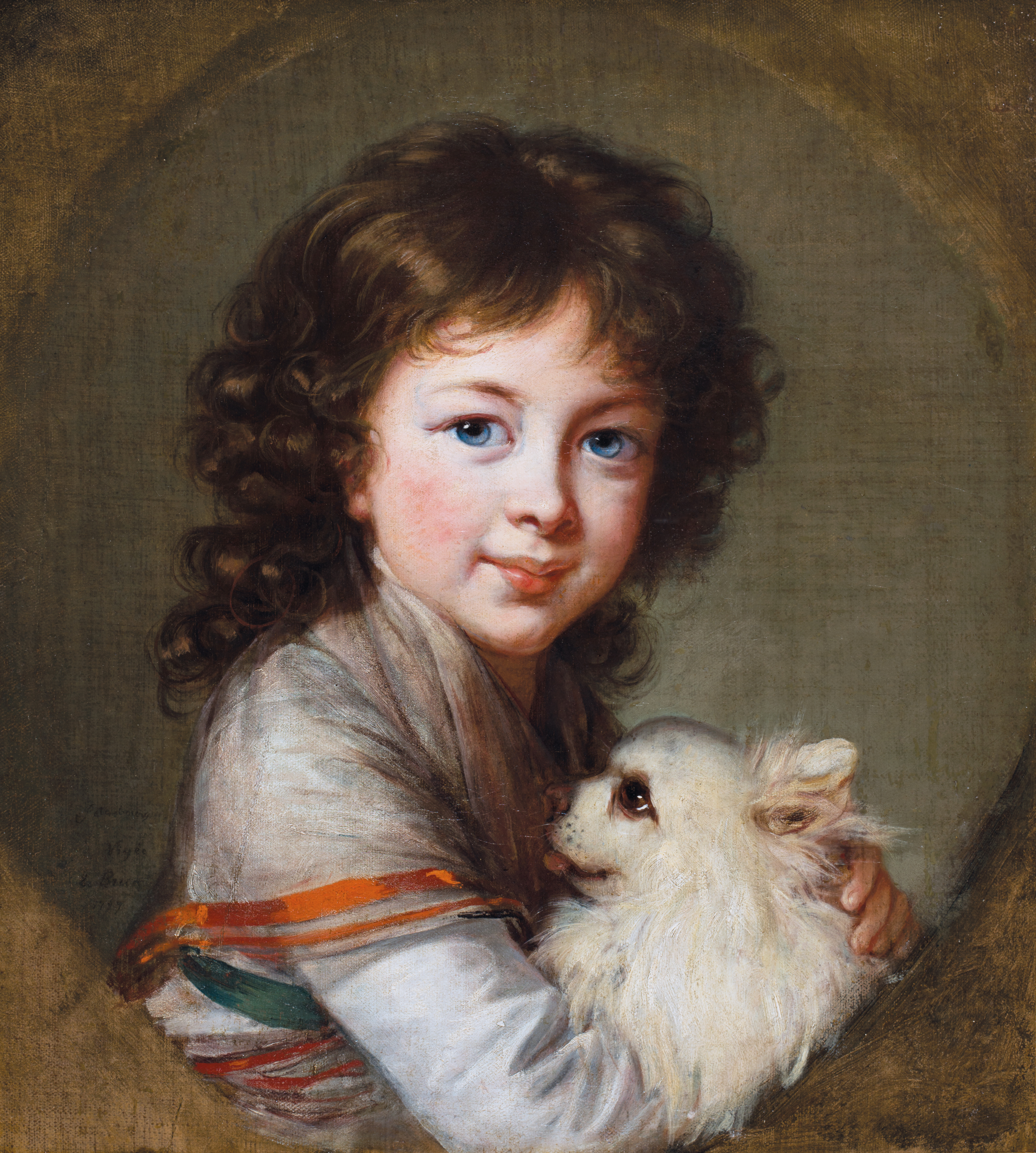
Élisabeth Vigée-Lebrun (1755–1842): Portrét Elisabeth Isabella Mniszech, 1797
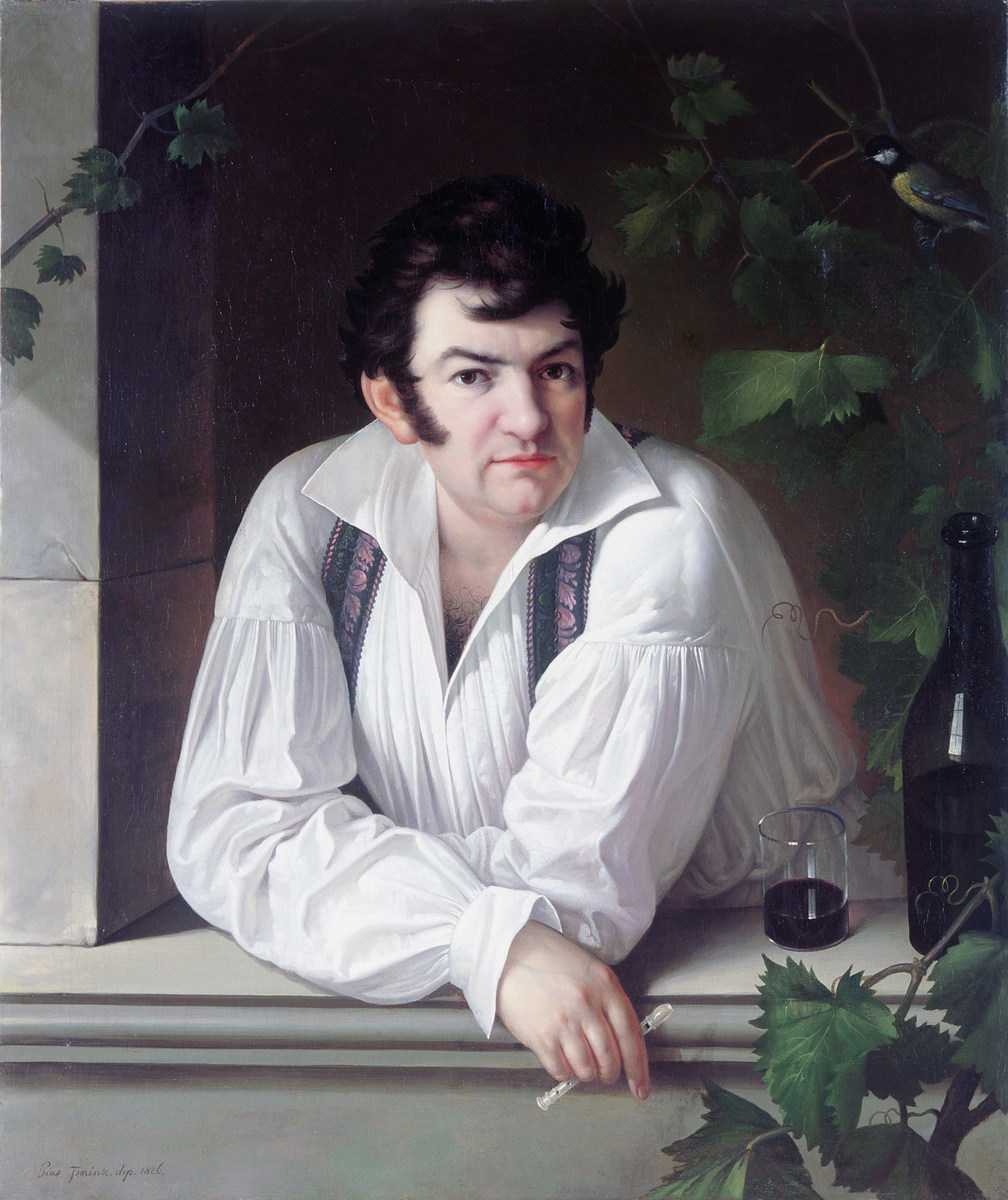
Jožef Tominc (1790–1866): Autoportrét, kolem roku 1830
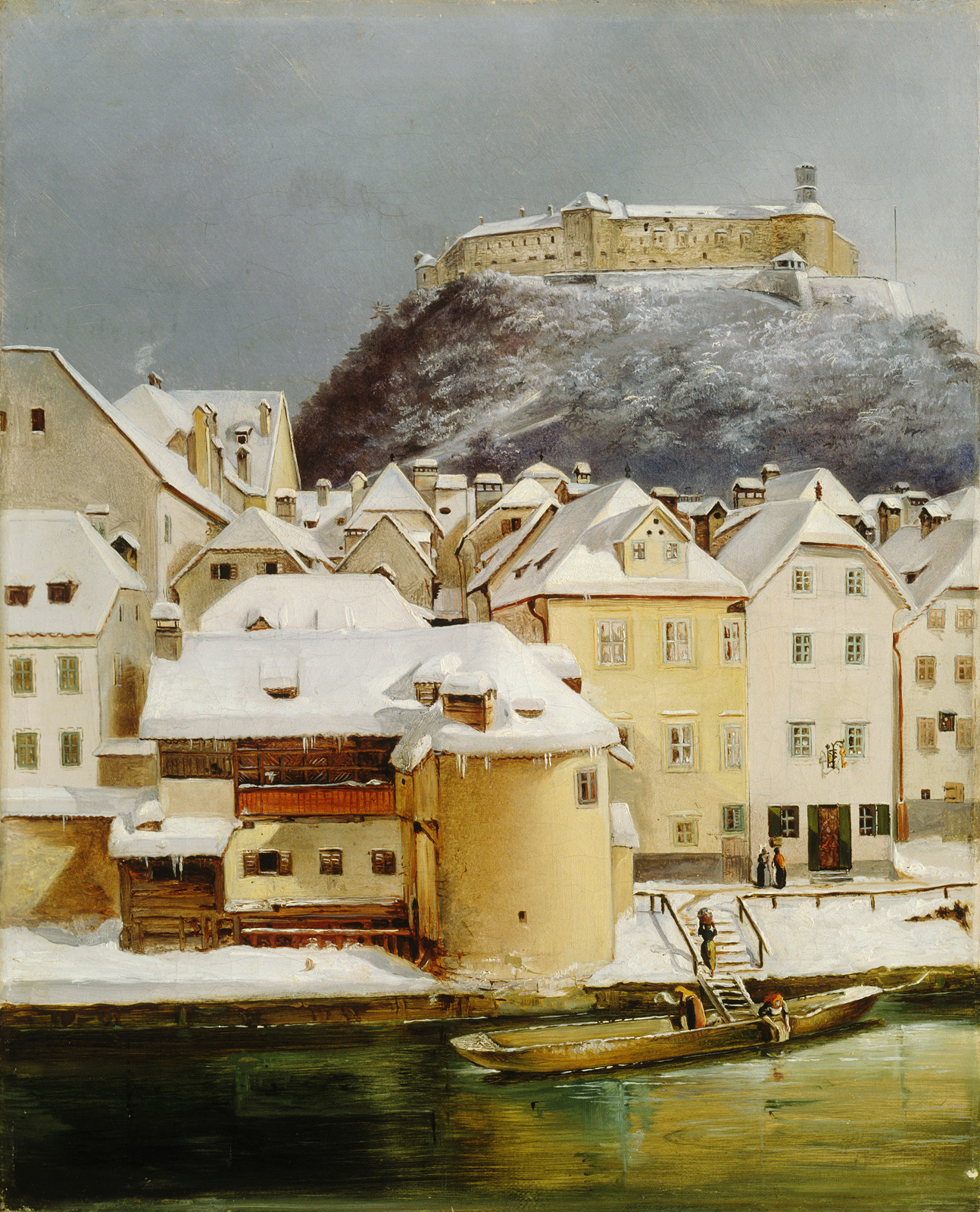
Pavel Künl (1817–1871): Rybí trh v Lublani, 1847
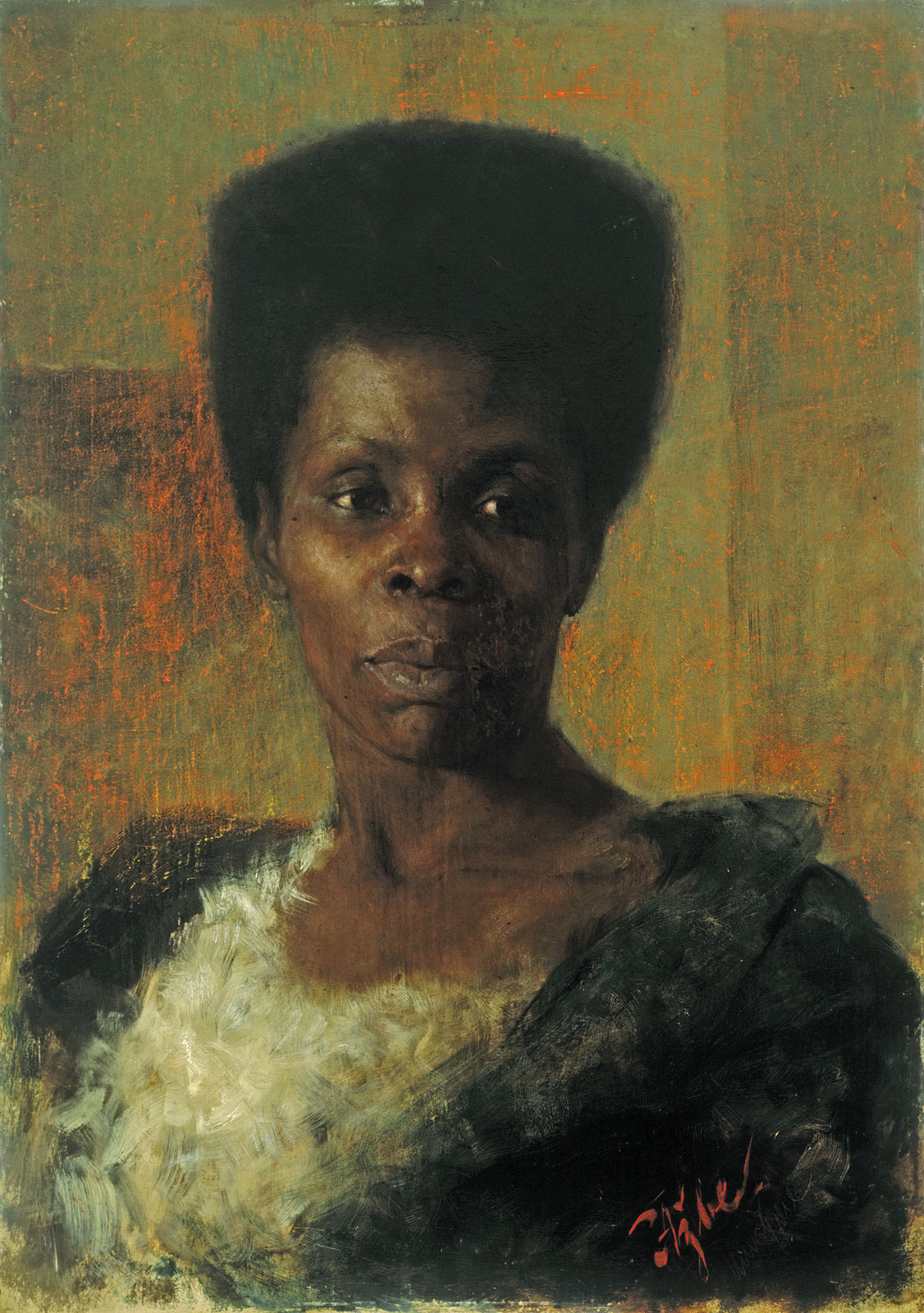
Anton Ažbe (1862–1905): Zamorka, 1895
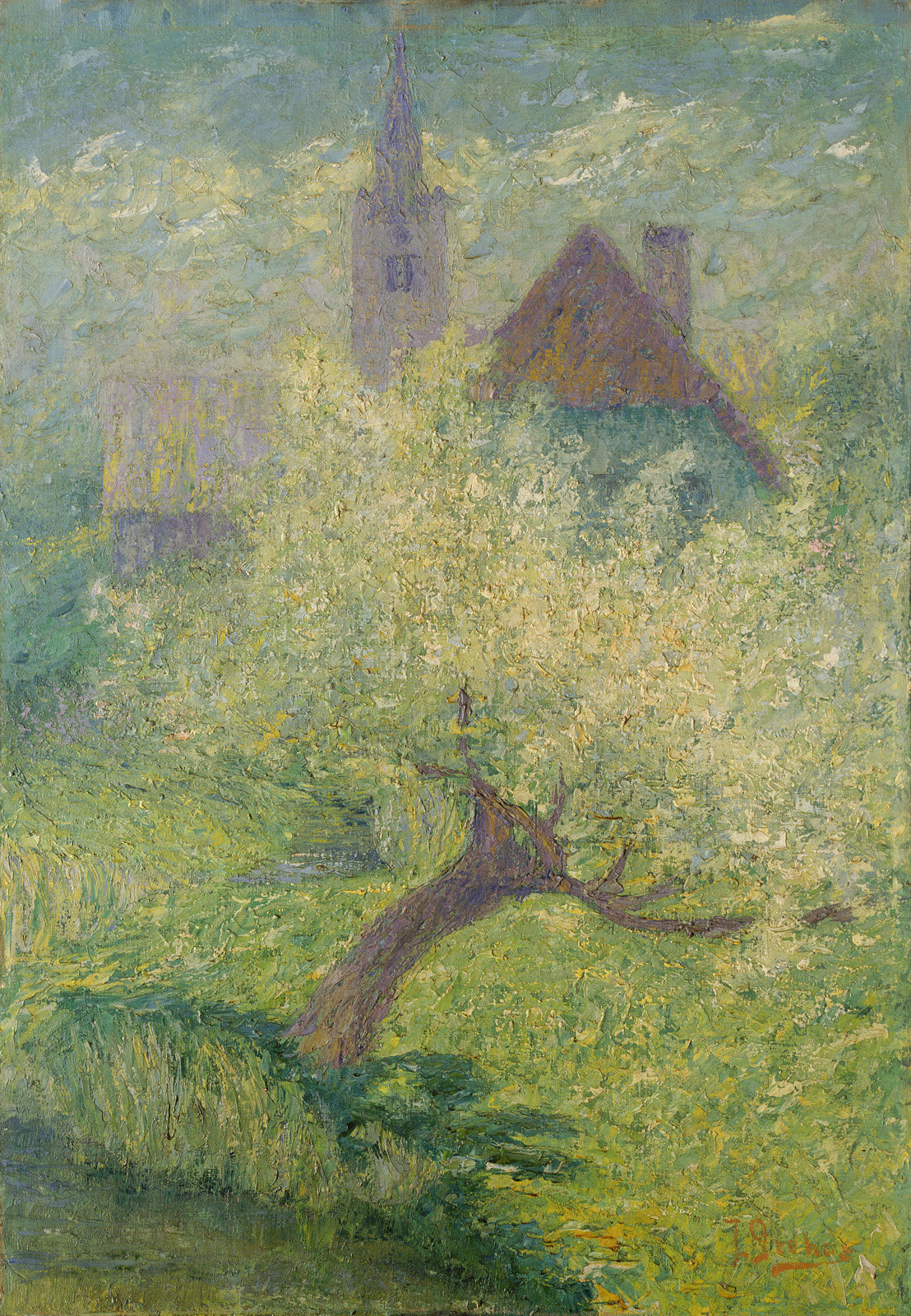
Ivan Grohar (1867–1911): Kvetoucí jabloň, kolem roku 1907
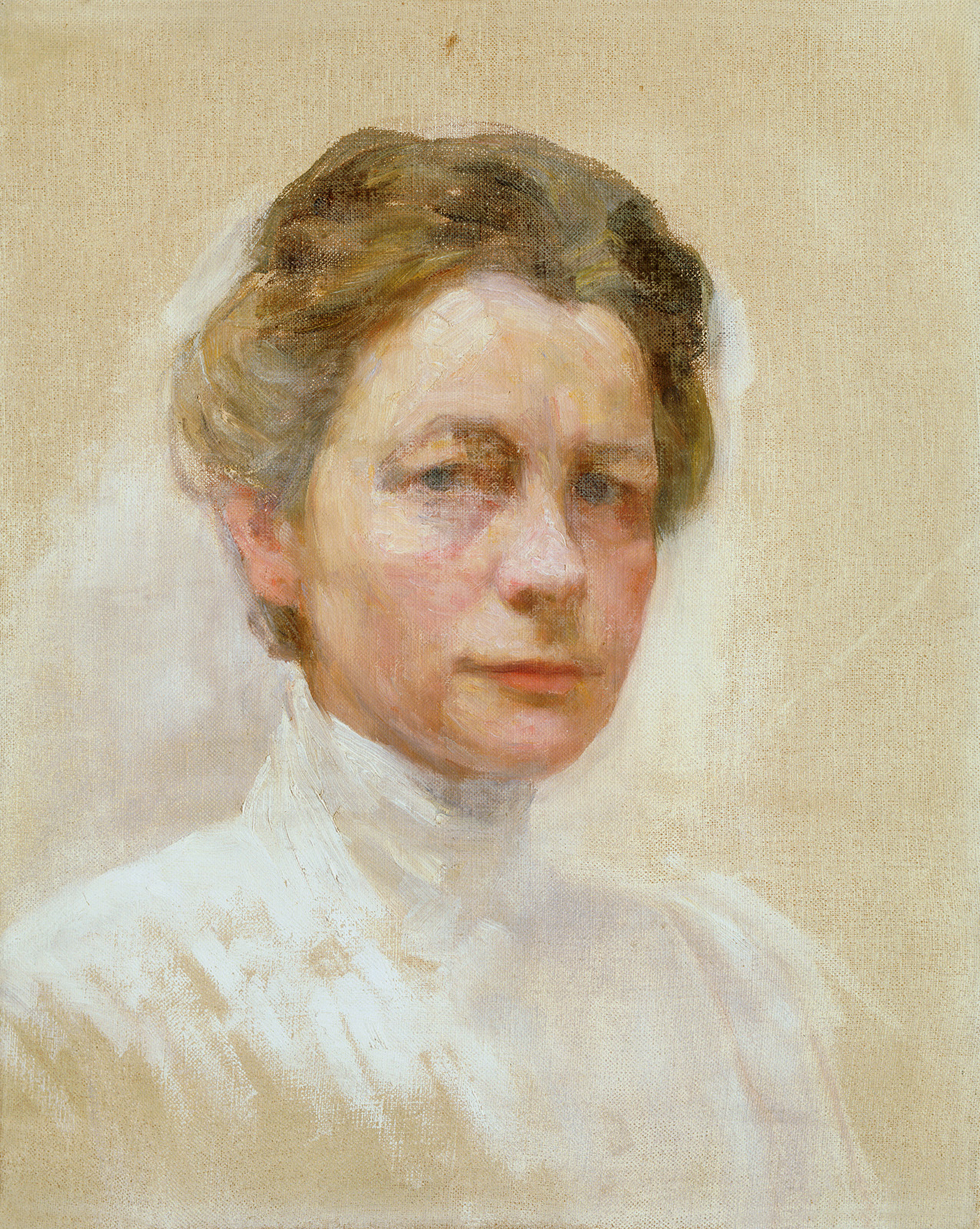
Ivana Kobilca (1861–1926): Autoportrét, kolem roku 1910
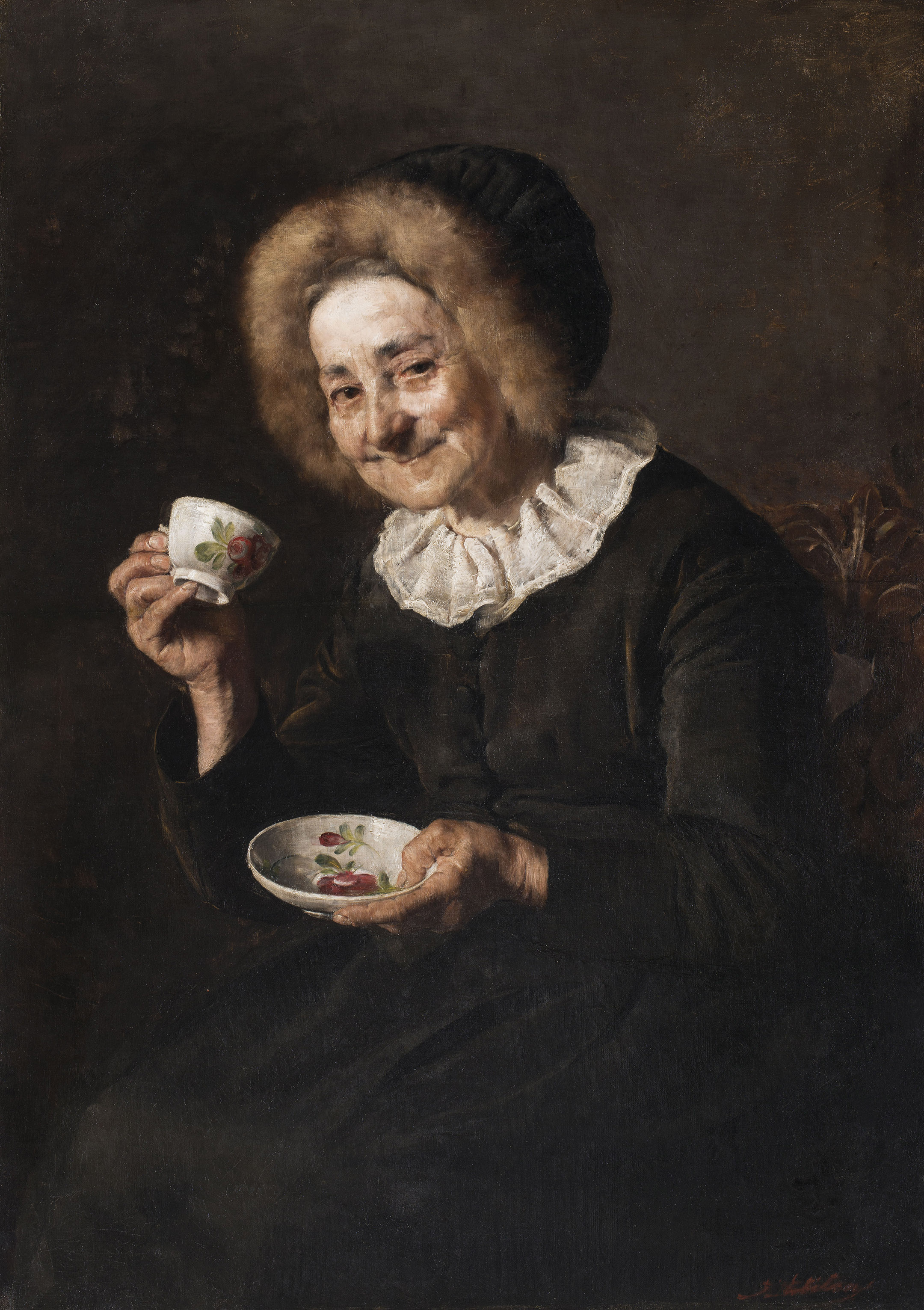
Ivana Kobilca: „Stará dáma pijící kávu“ (Kofetarca), 19. století

Známí slovinští a evropští autoři, jejichž díla jsou zastoupena v galerii:
| - Anton Ažbe - Giovanni Baglione - Franc Bernekar - Renato Birolli - Massimo Campigli - Giovanni Andrea Carlone - Anton Čebej - Ladislao de Gauss - Lojze Dolinar - Frans II Francken - Friedrich Gauermann | - Ivan Grohar - Rihard Jakopič - Matija Jama - Abraham Janssens - Jacob Jordaens - Jean Jouvenet - Ivana Kobilca - Matevž Langus - Filipp Malyavin - Jožef Petkovšek | - Jacob Pynas - Gerard Seghers - Matej Sternen - Janez Šubic - Jurij Šubic - Giuseppe Tominz - Ivan Vavpotič - Élisabeth Vigée-Lebrun - Cornelis de Wael - Ivan Zajec |